# Tony Stewart (giocatore di football americano)
Tony Alexander Stewart (Lohne, 9 agosto 1979) è un ex giocatore di football americano tedesco.

## Carriera professionistica

### Philadelphia Eagles

#### Stagione 2001
Preso come 147a scelta dai Philadelphia Eagles, è sceso in campo per la prima volta in una partita ufficiale il 29 novembre a Kansas City contro i Kansas City Chiefs mentre da titolare ha debuttato il 6 gennaio a Tampa contro i Tampa Bay Buccaneers. Con i Philadelphia Eagles gioca 3 partite, di cui una da titolare, ricevendo 5 volte per 52 yard con un touchdown.

### Cincinnati Bengals

#### Stagione 2002
Passa ai Cincinnati Bengals e gioca 3 partite ricevendo una volta sola per 6 yard.

#### Stagione 2003
Ha giocato 16 partite di cui 7 da titolare ricevendo 21 volte per 212 yard"record personale". un ritorno su kickoff per 13 yard. Ed 3 tackle da solo.

#### Stagione 2004
Gioca 16 partite di cui 9 da titolare ricevendo 10 volte per 48 yard con un touchdown, 3 ritorni su kick off per 20 yard (record personale) e 8 tackle, di cui 4 da solitari.

#### Stagione 2005
Gioca 14 partite di cui 3 da titolare ricevendo 4 volte per 26 yard e compiendo 9 tackle, di cui 5 solitari.

#### Stagione 2006
Gioca 16 partite di cui 3 da titolare ricevendo 14 volte per 120 yard con un touchdown, un ritorno su kick off per 10 yard. Inoltre ha fatto registrare 14 tackle (record personale) di cui 8 da solo.

### Oakland Raiders

#### Stagione 2007
Passa agli Oakland Raiders e gioca 16 partite come membro degli special team, mettendo a segno 6 tackle solitari.

#### Stagione 2008
Ha giocato 16 partite di cui 4 da titolare ricevendo 11 volte per 81 yard, inoltre ha 8 tackle da solo, oltre ad un faircatch sul ritorno di un kick off.

#### Stagione 2009
Il 3 marzo, dopo essere rimasto free agent, ha rifirmato con i Raiders. Ha giocato 15 partite di cui 4 da titolare facendo 10 ricezioni per 78 yard, 2 ritorni su kick off per 19 yard ed 13 tackle di cui 12 da solo.

#### Stagione 2010
Il 30 agosto è stato svincolato dai Raiders.